# Mariela Spacek
Pour les articles homonymes, voir Spacek.
Mariela Spacek, née le 3 novembre 1974 à Dubrovnik, est une judokate croate naturalisée autrichienne en octobre 1992.

## Palmarès international en judo
| Championnats d’Europe | Championnats d’Europe | Championnats d’Europe |
| Année                 | Médaille              | Catégorie             |
| --------------------- | --------------------- | --------------------- |
| 2001                  | bronze                | –70 kg                |